# Антропологическое общество в Вене
Антропологическое общество в Вене (нем. Anthropologische Gesellschaft in Wien) — одно из старейших научных обществ в Австрии. Возглавляет общество совет директоров из 7 человек, которому помогает комитет из 25 человек. Все должностные лица избираются на должность ежегодным общим собранием сроком на три года.

## История
Было основано 13 февраля 1870 года. Первым председателем был Карл фон Рокитанский. На учредительном собрании общества также было принято решение о создании антрополого-исторического музея и специализированной библиотеки. Первыми хранителями этого музея был этнограф Феликс Филипп Каниц, а с 1874 года — Феликс фон Лушан; библиотекарем был назначен Якоб Эдуард Полак. В 1877 году общество решило передать коллекцию своего музея и библиотеку в Музей естественной истории.
В первые десятилетия после его основания общество проводило совместные заседания с Берлинским антропологическим обществом, основанным в 1869 году.
В 1942 году, в связи со второй мировой войной, общество временно (до 1946) прекратило свою деятельность.

## Председатели общества
- 1870–1878: Карл фон Рокитанский (патологоанатом)
- 1879–1881: Эдуард фон Сакен (историк)
- 1882–1902: Фердинанд фон Андриан-Вербург (геолог, антрополог)
- 1903-1920: Карл Тольдт (анатом)
- 1921–1928: Рудольф Муч (филолог-классик, археолог)
- 1929–1942: Виктор Кристиан (этнограф)
- 1943–1945: вакансия
- 1946–1950: Йозеф Венингер[нем.] (антрополог)
- 1951–1952: Герберт Митча-Мархейм (историк)
- 1953–1958: Роберт фон Хайне-Гельдерн[нем.] (антрополог) (этнолог)
- 1959–1964: Вильгельм Эгартнер (антрополог)
- 1964–1984: Вальтер Хиршберг (этнолог)
- 1985–2002: Карл Рудольф Вернхарт (этнолог)
- 2003-2011: Герберт Кричер (антрополог)
- с 2012: Герман Мюклер[нем.] (этнолог, антрополог)